# Kraftwerk
Kraftwerk (pronúncia em alemão: [ˈkʀaftvɛɐk], usina de energia) é um influente grupo musical alemão de música eletrônica. O grupo foi formado por Ralf Hütter e Florian Schneider em 1970, em Düsseldorf e liderado por ambos até a saída de Schneider, em 2008. A formação mais conhecida, duradoura e bem sucedida foi aquela que se consolidou entre 1975 e 1987 e que incluía os percussionistas Wolfgang Flür e Karl Bartos.
Reconhecido por muitos críticos musicais como tão influente quanto ou até mais que os Beatles por sua participação na música popular da segunda metade do século XX, as técnicas introduzidas e os equipamentos desenvolvidos pelo Kraftwerk são lugar-comum na músical atual e o grupo é geralmente tido como precursor de toda a dance music moderna de modo geral. Suas letras, por vezes cantadas através de um vocoder ou geradas sinteticamente, ainda que minimalistas, geralmente lidam com temas relacionados à vida urbana e à tecnologia. 
Em 2014 o Kraftwerk recebeu, junto aos Beatles, o prêmio Grammy Lifetime Achievement, pelo conjunto de suas obras.

## História

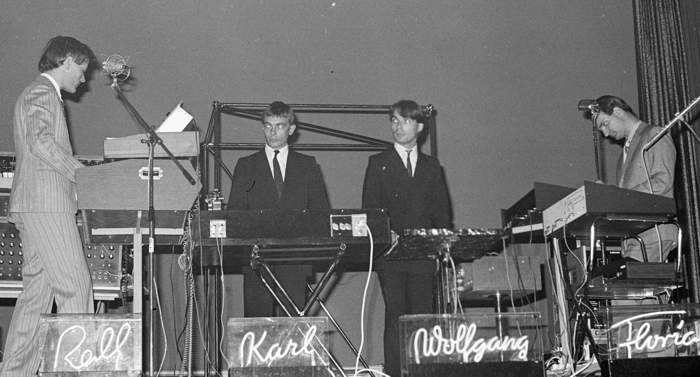
1976

O Kraftwerk foi fundado em 1970 por Florian Schneider-Esleben (flauta) e Ralf Hütter (teclado) no seu estúdio Kling Klang, na cidade de Düsseldorf, Alemanha. Conheceram-se quando estudavam no Conservatório de Düsseldorf no final dos anos 60, participando da cena experimental da música da época, o movimento posteriormente intitulado krautrock.
As primeiras formações da banda, entre 1970 e 1974, eram bastante rotativas, com Hütter e Schneider trabalhando com vários outros músicos para gravar quatro álbuns e se apresentar algumas vezes. Entre os participantes destacam-se o guitarrista Michael Rother e o baterista Klaus Dinger, que deixaram a banda para formar o Neu!.
A participação, experiência e influência do produtor Konrad "Conny" Plank foram também significativas. Trabalhou com bandas como Can, Neu!, Cluster, e, como resultado do seu trabalho com os Kraftwerk, o seu estúdio localizado em Colónia tornou-se num dos mais requisitados no final dos anos 70. Plank produziu os primeiros quatro álbuns da banda, mas parou de trabalhar com os Kraftwerk depois do sucesso comercial de Autobahn, aparentemente devido a disputas com contratos da banda.
Emil Schult tornou-se num colaborador regular do grupo no início de 1973, originalmente tocando baixo e violino, produzindo material visual da banda e letras e os acompanhando em turnê.
Após vários álbuns experimentais, o sucesso da banda veio em 1974 com o álbum Autobahn, e a sua faixa homônima de 22 minutos. A canção foi um hit mundial, demonstrando a grande relação da banda com sintetizadores e outros instrumentos electrónicos. Este álbum foi seguido por uma trilogia de álbuns que influenciou bastante a música popular posterior: Radio-Activity (1975), Trans-Europe Express (1977) e The Man Machine (1978).
Em 1975 formou-se o que ficou conhecido como a formação clássica do Kraftwerk, para a turnê de Autobahn. Juntaram-se a Hütter e Schneider Wolfgang Flür and Karl Bartos como percussionistas electrónicos. Depois de anos sem apresentações ao vivo, os Kraftwerk iniciaram turnês novamente no final dos anos 90. Ralf queria tocar cada vez mais, mas a dificuldade em transportar os equipamentos analógicos limitou as viagens para fora da Europa. Após a saída de Flür e Bartos, vários outros músicos, como Fritz Hilpert e Henning Schmitz apareceram na formação dos Kraftwerk.
Em meados de 1999, as gravações originais de Tour de France foram finalmente lançadas em CD, indicando um reinício das actividades da banda. O single Expo 2000, a primeira nova música em treze anos, foi lançado em Dezembro do mesmo ano, e posteriormente remisturado por bandas de música electrónica como Orbital.
Em 2000, o ex-membro Flür publicou uma autobiografia na Alemanha, Kraftwerk: I Was a Robot, revelando vários novos detalhes sobre a vida da banda. Hütter e Schneider mostraram, no entanto, hostilidade à obra.
Em Agosto de 2003, a banda lançou Tour de France Soundtracks, o primeiro álbum desde Electric Café, de 1986. Em Junho de 2005, a banda lançou um álbum ao vivo, Minimum-Maximum, que foi compilado de apresentações da banda durante a turnê europeia no início de 2004, recebendo várias críticas positivas. A maioria das faixas consistia em remodelagens de antigas faixas de estúdio e encerra com a famosa frase da música ''Musik Non Stop'' alternando entre a original, dita por Ralf Hütter, e a mixada com vocoder. O álbum foi galardoado com o Grammy para melhor álbum de música electrónica. Juntamente com o CD, foi lançado um DVD que contém vários vídeos de apresentações em várias localidades no mundo.
Após o fim de uma série de shows em Março de 2009, chegando a fazer mais um no Brasil, o Kraftwerk iniciou outra série de concertos utilizando, em parte, tecnologia 3D.
Em 2011 depois de um tempo ocioso, o Kraftwerk anunciou uma video-instalação em Munique, com shows acompanhados de projeções completamente em 3D e algumas obras jamais tocadas ao vivo. Já em 2012, após um concerto em Miami, no Ultra Music Festival, o grupo fez uma série de shows no Museu de Arte Moderna de Nova Iorque (MoMA). Nessa série de shows, chamada de “Kraftwerk 1 2 3 4 5 6 7 8″, foram reproduzidos ao vivo, oito dos discos que mais fizeram a fama do grupo, dando atenção especial a qualidade de som e projeção. De surpresa, o grupo também fez uma espécie de "resumo" desses concertos no Sónar SP, substituindo a cantora Björk.
Atualmente o integrante Stefan Pfaffe foi substituido pelo Engenheiro de Som e Vídeo Falk Grieffenhagen, fez dois shows e duas retrospectivas: em Düsseldorf (Alemanha), Inglaterra e agora fará no Japão, em Sydney e pequenas turnês pelo Oriente e Europa.

## Saída de Florian Schneider
No dia 5 de Janeiro de 2009, Florian Schneider anunciou a sua saída do Kraftwerk. Schneider era o penúltimo integrante da formação original da banda, da qual também foi um dos fundadores, onde permaneceu por mais de 30 anos.
Florian não se apresentava com o Kraftwerk desde a turnê nos EUA de Abril de 2008, e foi substituído nesses shows por Stefan Pfaffe (antigo colaborador da banda). Da formação original restou apenas Ralf Hütter.

## Legado
No final dos anos 1970, o álbum Trans-Europa Express teve influência na banda de pós-punk Joy Division, tendo o seu baixista, Peter Hook, referido que: "Conhecemos os Kraftwerk através de Ian Curtis, que insistia em tocar Trans Europe Express sempre que íamos entrar em palco. A gravação era passada no local, sobre o sistema de som, para ser ouvida por toda a gente. A primeira vez foi no Pips [um clube de Manchester conhecido pelo seu «Bowie Room» (Quarto de Bowie)]. Ian foi expulso por partir copos na pista de dança, mesmo na altura em que íamos tocar. Demorávamos horas a implorar-lhe que regressasse." O baterista Stephen Morris também confirmou que os Joy Division "costumavam tocar Trans-Europe Express antes de irem para o palco, para nos preparamos psicologicamente. Funcionava bem pois dava-nos aquele impulso necessário. Trans-Europe Express exprimia um optimismo - mesmo que as pessoas o vissem como música de máquinas". Morris também referiu que: "Faz-me lembrar o Cabaret, o filme, com todas aquelas canções dos anos 20. [...] Quando se dá aquele casamento entre humanos e máquinas, e ele corre bem, é fantástico. É o meu álbum preferido dos Kraftwerk." Um exemplo de banda fortemente influenciada pelo Kraftwerk é o Depeche Mode.

## Membros

2013 in Düsseldorf

### Atuais
- Ralf Hutter
- Fritz Hilpert
- Henning Schmitz
- Falk Grieffenhagen

### Anteriores
- Florian Schneider (Membro fundador: 1970-2008)
- Wolfgang Flür (1973-1986)
- Karl Bartos (1974-1991)
- Klaus Roeder (1974)
- Michael Rother (1971-1972)
- Klaus Dinger (1971-1972)
- Stefan Pfaffe (2008-2012)
- Fernando Abrantes (1990-1991)

## Discografia
- 1970 – Tone Float (ainda sob o nome Organisation)
- 1971 – Kraftwerk
- 1972 – Kraftwerk 2
- 1973 – Ralf und Florian
- 1974 – Autobahn
- 1975 – Radio-Aktivität (título em inglês: Radio-Activity)
- 1977 – Trans-Europa Express (título em inglês: Trans-Europe Express)
- 1978 – Die Mensch-Maschine (título em inglês: The Man-Machine)
- 1981 – Computerwelt (título em inglês: Computer World)
- 1986 – Electric Café
- 1991 – The Mix
- 2003 – Tour de France Soundtracks
- 2005 – Minimum-Maximum